# Massaggio

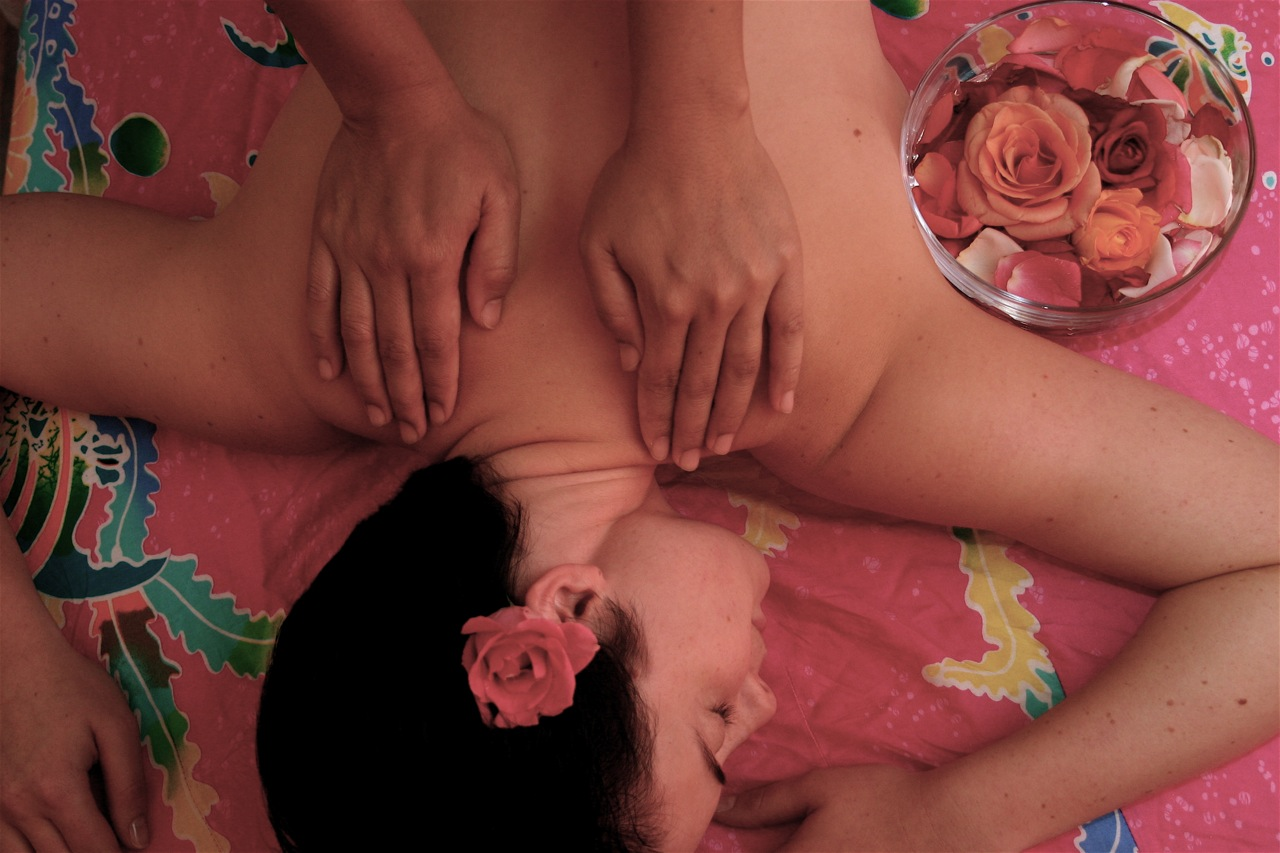
Un massaggio

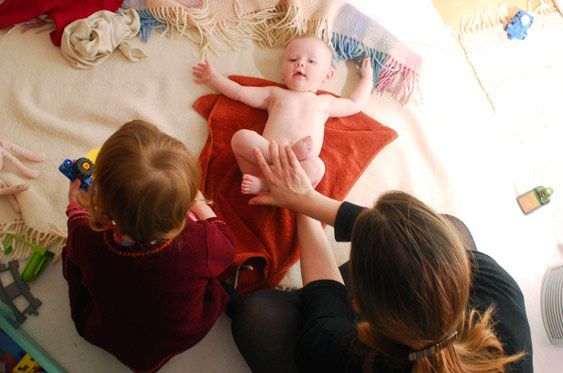
massaggio del bambino

Il massaggio (dal greco massein che significa "impastare", "modellare") è la più antica forma di terapia fisica, utilizzata nel tempo da differenti civiltà, per alleviare dolori e decontrarre la muscolatura allontanando la fatica. Oggi trova spazio all'interno della fisioterapia, della medicina alternativa e nei trattamenti estetici. Ne esistono infatti diversi tipi, con differenti finalità: distensivi, muscolari, sportivi, antidolore, drenanti, anticellulite e rilassanti. La pratica ha origine, come storicamente noto, in India, si è poi successivamente diffusa in Cina paese nel quale è molto praticata e dal quale viene esportata in tutto il mondo.
Fra i vari tipi di massaggio praticate in oriente spiccano il massaggio cinese tuina, quello giapponese shiatsu, basati entrambi sulla medicina tradizionale cinese da cui deriva anche l'agopuntura, vi è poi quello tailandese massaggio thai, e quello indiano ayurvedico.
La massoterapia è il massaggio con finalità terapeutica svolto da un terapista abilitato (di norma fisioterapista, o l'M.C.B. o il massofisioterapista). Rappresenta il massaggio applicato sul corpo tenendo conto delle condizioni generali del paziente (sesso, età, soggettività, problema da trattare e capacità di reazione dell'organismo) e si distingue da quello non terapeutico (benessere o estetico) per profondità di azione e finalità.

## Storia

### Tempi antichi

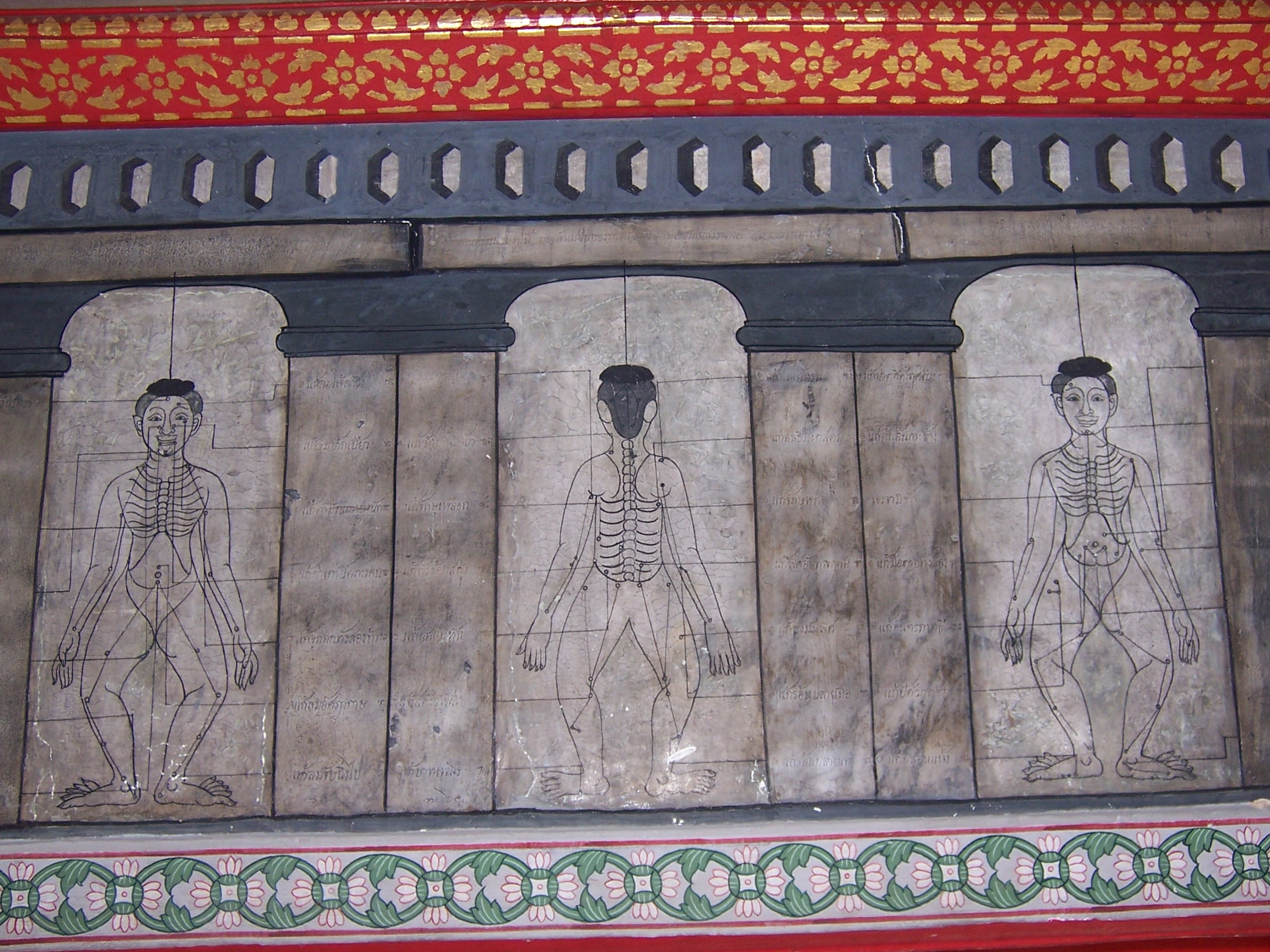
Disegni dei punti di digitopressione sulle linee Sen nel tempio Wat Pho in Thailandia.

Akmanthor

Prove archeologiche del massaggio sono state trovate in molte civiltà antiche, tra cui Cina, India, Giappone, Egitto, Roma, Grecia e Mesopotamia.
2330 a.C.: La Tomba di Akmanthor (conosciuta anche come "La Tomba del Medico") a Saqqara, in Egitto, raffigura due uomini che si sottopongono a un intervento chirurgico sui piedi e sulle mani, probabilmente raffigurando un massaggio.
1363–912 a.C.: La parola muššuʾu ("massaggio") viene scritta per la prima volta su una tavoletta medio-assira. Il suo uso è descritto in un elenco di ricette riguardanti le malattie del piede.
722–481 a.C.: Il Huangdi Neijing viene composto durante il periodo delle primavere e degli autunni ed è una raccolta di conoscenze mediche note fino a quella data e costituisce il fondamento della medicina tradizionale cinese. Il massaggio è menzionato in 30 diversi capitoli di questo trattato. Specifica l'uso di diverse tecniche di massaggio e come dovrebbero essere utilizzate nel trattamento di specifici disturbi e lesioni. Noto anche come "Canone Interno dell'Imperatore Giallo", il testo fa riferimento a precedenti conoscenze mediche risalenti all'epoca dell'Imperatore Giallo (circa 2700 a.C.), inducendo alcuni a credere che il testo stesso sia stato scritto durante quel periodo (che sarebbe antecedente alla storia scritta).
762 a.C.: Nell'Iliade e nell'Odissea il massaggio con oli e sostanze aromatiche è menzionato come mezzo per rilassare le membra stanche dei guerrieri e come mezzo per aiutare la cura delle ferite.
700 a.C.: Bian Que, il primo medico cinese conosciuto, utilizza il massaggio nella pratica medica.
500 a.C.: Jīvaka Komarabhācca, secondo il Canone buddista Pāli, era il medico del Buddha Shakyamuni. A Jīvaka viene talvolta attribuito il merito di aver fondato e sviluppato uno stile di massaggio che ha portato a quello praticato nella moderna Thailandia. Tuttavia, questa affermazione è controversa.
493 a.C.: Un possibile riferimento biblico documenta i “trattamenti” quotidiani con olio di mirra come parte del regime di bellezza delle mogli di Serse (Ester, 2:12).
460 a.C.: Ippocrate scrisse: "Il medico deve essere esperto in molte cose, ma sicuramente nel massaggio."
300 a.C.: Caraka-Saṃhitā, a volte datato all'800 a.C., è uno dei più antichi dei tre antichi trattati di medicina ayurvedica, incluso il massaggio. I documenti sanscriti indicano che il massaggio era praticato in India molto prima dell'inizio della storia registrata.
1 o 2 d.C.: Galeno menzionò Diogas (Διόγας) che era uno iatralipta (ἰατραλείπτης) (massaggiatore e untore/fisioterapista).
581 d.C.: la Cina istituisce un dipartimento di massoterapia presso l'Ufficio dei Medici Imperiali.

### Medioevo
Uno dei più grandi medici persiani fu Avicenna, noto anche come Ibn Sina, vissuto dal 980 d.C. al 1037 d.C. Le sue opere comprendevano una raccolta completa e sistematizzata della frammentaria e disorganizzata letteratura medica greco-romana che era stata tradotta in arabo all'epoca, arricchita da appunti tratti dalle sue esperienze personali. Uno dei suoi libri, Al-Qānūn fī aṭ-Ṭibb (Il canone della medicina), è stato definito il libro più famoso nella storia della medicina sia in Oriente che in Occidente. Avicenna eccelleva nella valutazione logica delle condizioni e nel confronto dei sintomi e prestava particolare attenzione agli analgesici e al loro uso corretto, nonché ad altri metodi per alleviare il dolore, incluso il massaggio.
1150 d.C.: La prova dell'aborto tramite massaggio, che prevede l'applicazione di pressione sull'addome della donna incinta, si può trovare in uno dei bassorilievi che decorano il tempio di Angkor Wat in Cambogia. Raffigura un demone che esegue un aborto di questo tipo su una donna che è stata mandata negli inferi. Questa è la più antica rappresentazione visiva conosciuta dell'aborto.
Nel Sud-est asiatico, le tradizioni e le tecniche di massaggio erano già radicate nelle diverse culture delle persone da secoli prima del contatto commerciale con l'Europa nel XVI secolo. Nelle Filippine, si è sviluppata una distinta tradizione di massaggio e guarigione chiamata hilot, mentre in Thailandia la tradizione del massaggio che si è sviluppata è stata chiamata nuad thai. Quest'ultimo è stato dichiarato nel 2019 patrimonio culturale immateriale dell'UNESCO.

### XVIII e XIX secolo
1776 d.C.: Jean Joseph Marie Amiot e Pierre-Martial Cibot, missionari francesi in Cina, traducono in lingua francese i riassunti del Huangdi Neijing, tra cui un elenco di piante medicinali, esercizi e tecniche di massaggio elaborate, introducendo così in Europa il sistema cinese altamente sviluppato di medicina, ginnastica medica e massaggio medico.
1779 d.C.: Pierre-Martial Cibot pubblica "Notice du Cong-fou des Bonzes Tao-see", noto anche come "Il Cong-Fou del Tao-Tse", un riassunto in lingua francese delle tecniche mediche utilizzate dai sacerdoti taoisti. Secondo lo storico inglese della Cina Joseph Needham, l'opera di Cibot "aveva lo scopo di presentare ai fisici e ai medici d'Europa uno schizzo di un sistema di ginnastica medica che avrebbero potuto adottare – o, se lo avessero trovato difettoso, avrebbero potuto essere stimolati a inventare qualcosa di migliore. Quest'opera è stata a lungo considerata di importanza cardinale nella storia della fisioterapia perché quasi certamente influenzò il fondatore svedese della fase moderna dell'arte, Pehr Henrik Ling. Cibot aveva studiato almeno un libro cinese, ma aveva anche imparato molto da un neofita cristiano che era diventato esperto nella materia prima della sua conversione."
1813 d.C.: a Stoccolma fu inaugurato il Royal Gymnastic Central Institute per la formazione degli istruttori di ginnastica, con Pehr Henrik Ling nominato direttore. Egli sviluppò quella che chiamò la "cura del movimento svedese". Morì nel 1839, avendo precedentemente indicato i suoi allievi come depositari del suo insegnamento. Ling e i suoi assistenti lasciarono un breve resoconto scritto dei loro metodi.
1868 d.C.: il massaggiatore olandese Johan Georg Mezger applica termini francesi per nominare 5 tecniche di massaggio di base, e conia l'espressione "sistema di massaggio svedese". Queste tecniche sono ancora note con i loro nomi francesi effleurage (colpi lunghi e scorrevoli), petrissage (sollevamento e impastamento dei muscoli), friction (movimenti di sfregamento circolari, decisi e profondi), tapotement (movimenti rapidi di picchiettamento o percussione) e vibration (scuotimento o vibrazione rapida di muscoli specifici).

### Tempi moderni

#### Cina
La retribuzione media di un lavoratore nel settore dei massaggi in Cina è di oltre 10.000 renminbi al mese, il che lo rende un lavoro ben retribuito nel settore dei servizi.

#### Stati Uniti
Il massaggio cominciò a diffondersi negli Stati Uniti a metà del XIX secolo e fu introdotto da due medici newyorkesi, George e Charles Taylor, basandosi sulle tecniche di Pehr Henrik Ling sviluppate in Svezia.
Durante gli anni '30 e '40, l'influenza del massaggio diminuì a seguito dei progressi medici dell'epoca, mentre negli anni '70 crebbe ancora una volta con un notevole aumento tra gli atleti. Fino agli anni '70, gli infermieri utilizzavano il massaggio per ridurre il dolore e favorire il sonno. Libri e video popolari, come Massage for Relaxation, hanno contribuito a introdurre il massaggio nella cultura popolare al di fuori di un contesto sanitario. Il settore della massoterapia è in continua crescita. Nel 2009, i consumatori statunitensi hanno speso tra i 4 e i 6 miliardi di dollari in visite dai massaggiatori. Nel 2015, la ricerca stima che la massoterapia fosse un settore da 12,1 miliardi di dollari.
Tutti gli stati, tranne 5, richiedono ai massaggiatori terapeuti un'abilitazione professionale, e per ottenerla è necessario che il candidato riceva una formazione presso una scuola accreditata e superi un esame completo. Gli stati che richiedono l'abilitazione professionale in genere richiedono anche una formazione continua sulle tecniche di massaggio e sull'etica.

#### Regno Unito
Il servizio di massaggio o "shampoo fisiologico" è stato pubblicizzato sul Times già a partire dal 1880. Gli annunci lo promuovevano come una cura per l'obesità e altri disturbi cronici.

#### Sport, affari e organizzazioni
Il massaggio si sviluppò parallelamente all'atletica sia nell'antica Cina che nell'antica Grecia. I sacerdoti taoisti svilupparono il massaggio in concomitanza con i loro movimenti ginnici di Kung Fu, mentre gli antichi olimpionici greci utilizzavano uno specifico tipo di allenatore ("aleiptes") che strofinava i loro muscoli con olio. L'introduzione di Pehr Ling al massaggio avvenne anche direttamente come risultato del suo studio dei movimenti ginnici.
Le Olimpiadi estive del 1984 a Los Angeles furono la prima volta in cui la massoterapia fu trasmessa in televisione mentre veniva eseguita sugli atleti. Poi, durante le Olimpiadi estive del 1996 ad Atlanta, la massoterapia fu finalmente offerta come servizio medico fondamentale alla squadra olimpica statunitense. Il massaggio è stato utilizzato da aziende e organizzazioni come il Dipartimento della giustizia degli Stati Uniti, Boeing e Reebok. Atleti come Michael Jordan e LeBron James hanno massaggiatori personali che a volte viaggiano anche con loro.

## La tecnica
Si esegue con una tecnica che attraverso il contatto corporeo, manuale e con manovre precise e sequenziali, attenua dolore e tensione all'apparato muscolare. I movimenti del massaggio possono essere eseguiti nella direzione delle fibre muscolari o possono essere in direzione trasversa ad esse (massaggio trasverso profondo), possono rispettare il senso della circolazione venosa/linfatica, quindi dalle estremità verso il cuore (nel caso di linfodrenaggio manuale), e possono essere decisi e rapidi, per un effetto stimolante, lenti e delicati, per un effetto calmante, o lento e profondo per un effetto decontratturante.
Esistono vari tipi di massaggio: antidolore, anticellulite, antistress, estetico, curativo, sportivo, erotico e drenante. Esistono poi specifiche manovre per le donne in gravidanza, per i neonati o per gli anziani.
Tra le varie manovre del massaggio ci sono:
- Lo sfioramento; è caratterizzato dalla mano che scivola sulla pelle con una minima pressione (sfioramento vero e proprio) o con pressione più accentuata (sfioramento profondo). Gli effetti dello sfioramento sono: vasodilatazione superficiale, anestesia sulle terminazioni nervose cutanee. Gli effetti dello sfioramento profondo sono: eliminazione delle cellule morte dello stato corneo, stimolazione della corrente venosa (il massaggio va praticato sempre in direzione del cuore).
- La frizione; a differenza dello sfioramento, la mano non scivola sulla pelle ma vi aderisce e scorre sui piani sottostanti con movimenti circolari o ellittici. Gli effetti della frizione sono: scollamento delle aderenze posturali o cicatriziali, scioglimento di tutti gli aggregati (cellulite, ematomi, tossine).
- La percussione; è una sequenza di colpi dati con la mano a coppetta, a fendente o con il pugno chiuso; induce un effetto stimolante e tonificante.
- L'impastamento superficiale; è l'atto di strizzare/comprimere e rilasciare la pelle con il connettivo sottostante.
- L'impastamento profondo; è l'atto che viene eseguito strizzando/comprimendo e rilasciando le masse muscolari. L'effetto principale dell'impastamento (definito cuore periferico) è dovuto alla sua azione di svuotamento/richiamo che consente un'accelerazione nel ricambio dei liquidi del tessuto massaggiato con relativo aumento dell'ossigenazione, nutrimento, pulizia e ricambio cellulare.
- La vibrazione; è una pressione unita ad un movimento oscillatorio; produce un effetto calmante sulle terminazioni nervose.

Si utilizzano oli o creme appositi per facilitare lo scorrere delle mani sul corpo. Talvolta i massaggi vengono eseguiti senza alcun mezzo ausiliare, ossia senza unguenti, talora anche attraverso un sottile strato di stoffa.
In Occidente si effettua per lo più su appositi lettini, mentre in Oriente è spesso in uso il futon, o materassino a terra, così da sfruttare meglio il peso e le parti del corpo del massaggiatore nell'esecuzione delle "pressioni". Questa è una tecnica ampiamente utilizzata nel massaggio orientale. Al fine di garantire un beneficio la durata della seduta non deve essere inferiore a 30 minuti. Molto raramente è superiore alle due ore. Creme apposite ed oli migliorano l'efficacia del trattamento. La seduta dovrà essere effettuata in un ambiente con temperatura adeguata per non sentire freddo a causa dell'abbassamento del metabolismo indotto dal massaggio (attivazione del sistema para-simpatico).

## Precauzioni e controindicazioni
Tutti possono ricevere i massaggi, con qualche precauzione riguardo ai bambini e agli anziani: il massaggio adatto a loro sarà necessariamente più leggero, tenendo conto della fragilità ossea.
Controindicazioni relative:
- infiammazioni
- infezioni
- malattie infettive
- Neoplasie (salvo esplicita indicazione medica)
- immediatamente dopo un intervento chirurgico (salvo esplicita indicazione medica, come in caso di linfodrenaggio)
- traumi recenti (fratture, distorsioni, contusioni, lussazioni, strappi muscolari o tendinei)
- lesioni della pelle (abrasioni, tagli, ustioni, scottature solari)
- stati febbrili
- vene varicose e flebiti (salvo esplicita indicazione medica, come in caso di linfodrenaggio)
- malattie della pelle contagiose o che peggiorano con lo sfregamento.
- presenza di pace-maker: evitare la zona di impianto
- in caso di malattie mentali, se non si conoscono le reazioni del soggetto.
- Soggetto non vigile